# Акур (Росія)
Аку́р (рос. Акур) — селище у складі Ванінського району Хабаровського краю, Росія. Входить до складу Тулучинського сільського поселення.

## Населення
Населення — 26 осіб (2010; 47 у 2002).
Національний склад (станом на 2002 рік):
- росіяни — 87 %